# 王樵 (北宋)
王樵，字肩望，北宋淄州淄川（今山东淄博市）人。
王樵博通群书，尤善于考证《易经》，与贾同、李冠齐名。宋真宗咸平年间，契丹游骑渡黄河，全家被掠。王樵弃妻室，挺身入契丹寻找父母，多年没有查明其踪迹，回到东山，与世俗隔绝，自称“赘世翁”，只以论军事与舞刀剑为务。一驴负装，徒步千里，晚年多次游塞下，向何承矩等献策，求灭契丹复仇，没有被采纳。在城东南隅筑屋舍，称为“茧室”。患病后，入室自掩门而亡。